# 북서부주 (아이티)

북서부 주의 위치

북서부주(프랑스어: Nord-Ouest 노르우에스트[*], 아이티어: Nòdwès 노드웨스)는 아이티 북서부에 위치한 주로 주도는 포르드페이며 면적은 2,176 km2, 인구는 445,080명(2003년 기준)이다.
동쪽으로는 북부 주, 남쪽으로는 아르티보니트 주와 접한다. 토르투가섬은 이 주에 속한다. 3개 구를 관할한다.